# Punta de la Peixera
La Punta de la Peixera és una muntanya de 622 metres que es troba entre els municipis d'Alforja, a la comarca del Baix Camp i de Porrera, a la comarca catalana del Priorat.